# Hôtel de Chanaleilles
Pour les articles homonymes, voir Chanaleilles.
L'hôtel de Chanaleilles est un hôtel particulier situé à Paris en France, qui a porté le nom des différentes familles qui l'ont possédé successivement : les marquis de Barbençon, les princes de Chimay et les comtes de Naléche.

## Localisation

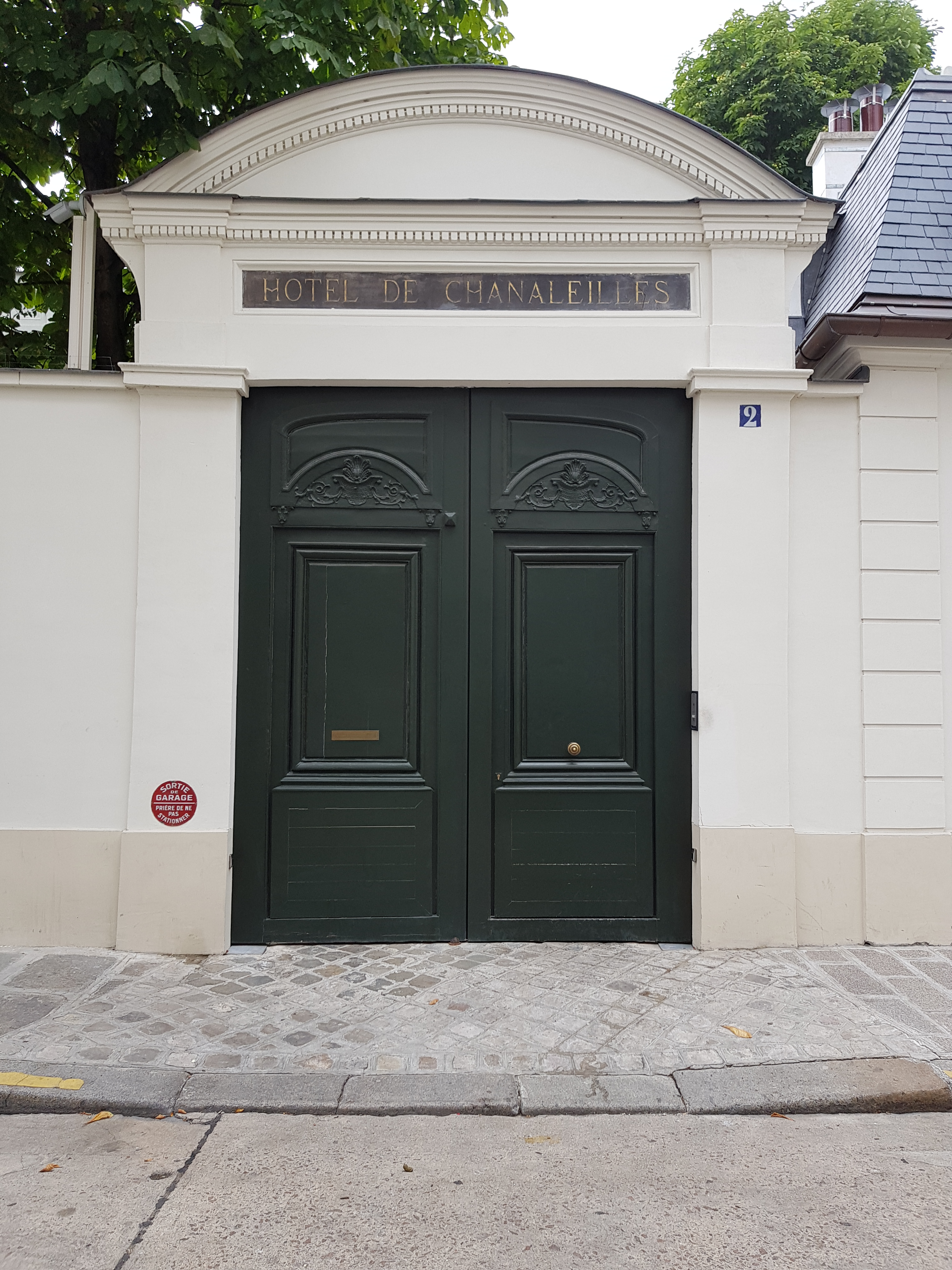
Portail.

Il est situé au no 2, de la rue de Chanaleilles, à l'angle de la rue Vaneau, dans le 7e arrondissement de Paris. Au XVIIIe siècle, l'entrée était au no 186 rue de Babylone et les jardins s'étendaient jusqu'au boulevard des Invalides.

## Histoire
Cette ancienne folie, qui aurait hébergé les amours du duc du Maine, est construite vers 1770, par un marquis de Barbançon, probablement Auguste Jean-Louis Antoine du Prat de Barbençon (1714-1777). C'est une construction basse et allongée dont les jardins s'étendaient autrefois jusqu'à la rue de Babylone et le boulevard des Invalides, qui a été modifiée dans les dernières années du règne de Louis XVI. Ses dispositions et sa décoration intérieures ont été très remaniées par la suite. Il fut vendu comme bien national à la Révolution, puis mis en loterie, gagnée par une vieille demoiselle de province. La propriété fut revendue de Paul Barras (1755-1829) qui fut également l'ex-amant de Mme Tallien, née Thérésia de Cabarrus, princesse de Chimay (ex-Mme Tallien), à qui en 1799 le financier Gabriel Julien Ouvrard (1770-1804) en aurait fait l'acquisition pour l'offrir à madame Tallien dont il était épris et qui lui donna plusieurs enfants,.
Elle recevait ici jusqu'à 80 personnes.

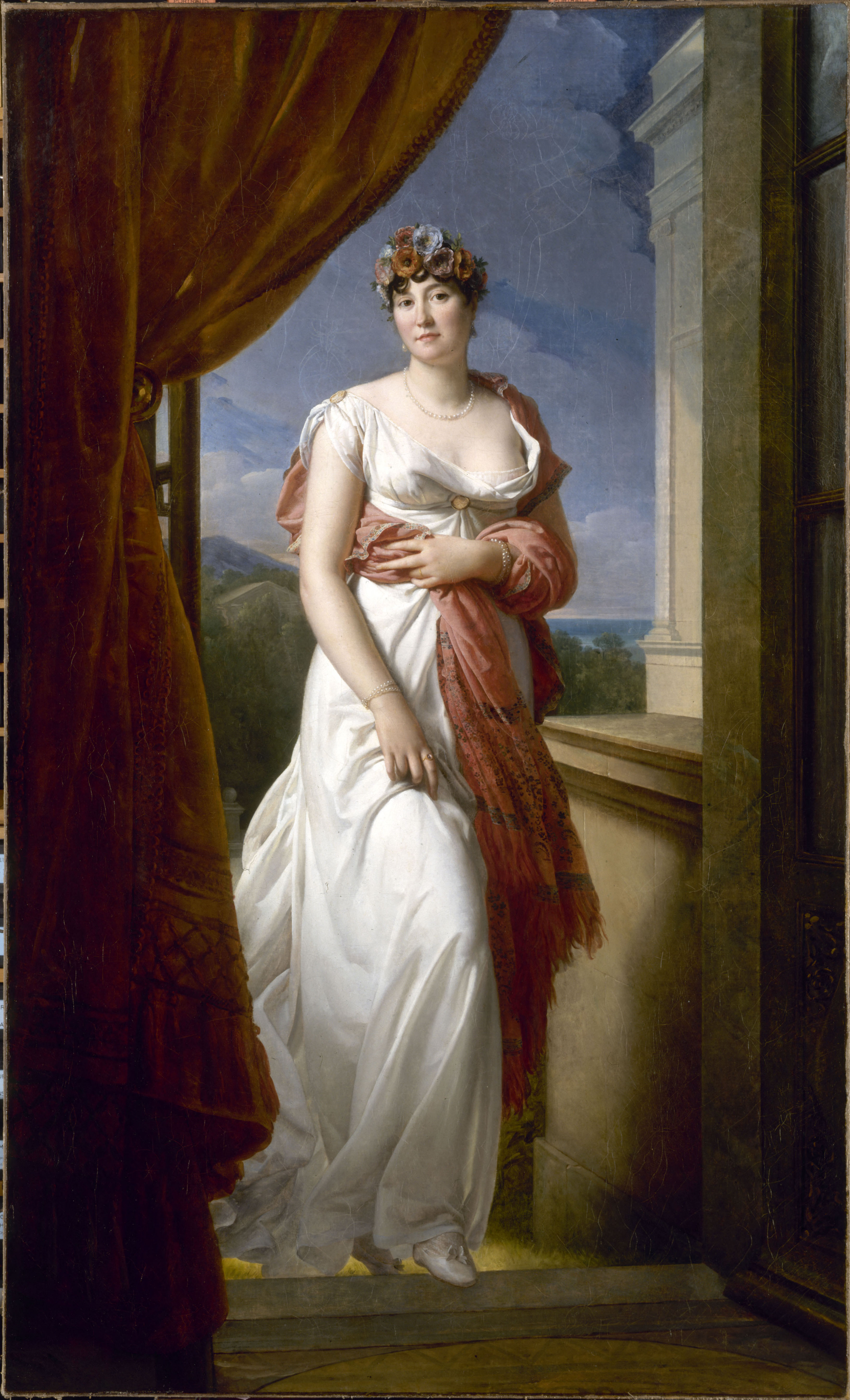
François Gérard, Portrait de Mme Tallien (1804), château de Versailles.

En 1840, il devient la propriété du marquis de Chanaleilles dont il gardera le nom. Sosthène de Chanaleilles y habitait avec ses parents lors de son baptême en 1844.
L'aile moderne sur les jardins a été édifiée dans les années 1960 pour l'armateur Stavros Niarchos (1909-1969), qui devint propriétaire de l'hôtel en 1956 et le fit restaurer.

## Description
C'était une bâtisse sans étage, faite pour les réceptions. L'entrée se faisait alors en façade, aujourd'hui par le côté par une petite pièce en semi-rotonde servant de vestibule qui donne sur le cabinet d'antiques. Ce n'est plus celui qu'a connu madame Tallien. Aujourd'hui le sol de cette pièce a été décoré par Emilio Terry (1890-1969), d'une rosace en marqueterie de marbre de différentes couleurs. Au fond le cabinet des antiques. La pièce est décorée par Emilio Terry avec des colonnes d'ébène aux chapiteaux de bronze dont le soubassement est en acajou et une corniche de même essence.
L'aile gauche qui fut ajoutée plus tard fut détruite puis reconstruite légèrement plus élevée de 20cm, afin de permettre la pose des boiseries de Stavros Niarchos.
Le rez-de-chaussée
repose sur un soubassement qui fut emmuré lors de l'exhaussement du quartier après les inondations de 1907, comprenait à l'origine :
- le salon blanc :

Les lambris sont d'époque Directoire, ils furent repeints et leurs ors ravivés lors des travaux de 1956, il comporte une cheminée de marbre blanc de l'époque de madame Tallien. Les fenêtres ouvrent sur un parterre qui a pris la place de l'ancienne cour anglaise.
- chambre à coucher :

de grandes dimensions, elle est décorée de jolis bas-reliefs, d'un lit d'ébène, d'un style différent et plus sévère que celui de Mme Récamier, surmonté d'un ciel de lit très ample et très élevé ayant la forme d'une tente ronde, soutenu par le bec d'un pélican doré. Les rideaux sont en satin blanc et cramoisi, garnis de franges dorées et retombent en large plis jusqu’au parquet, nous dit un contemporain.
- Péristyle à colonnades dit aujourd'hui grande galerie jaune :

Madame Tallien le fit fermer avec ses six portes-fenêtres donnant sur le jardin. Elle y fit poser un splendide parquet de chêne en marqueterie, d'acajou, de palissandre, de sycomore et d'amarante. À gauche, les portes-fenêtres ouvrent sur les jardins et, à droite, l'enfilade des salons : bureau de monsieur, boudoir blanc, grand salon rouge qui a conservé ses colonnes corinthiennes et son plafond doré. Au fond, elle se termine par un salon ou le propriétaire expose dans des portes fenêtres transformées en vitrines les plus belles pièces de sa collection Puiforcat, donnée en totalité au musée du Louvre avec l'usufruit de quelques pièces. L'ensemble des constructions se présentant sous la forme d'un T, ce dernier salon amorce la barre de ce T. Dans l'aile de droite se trouvent deux salles à manger, celle des enfants, et celle des parents qui occupent une extrémité de l'aile transversale avec des lambris et parquets en marqueterie classés aux monuments historiques ainsi que les anciennes parties des bâtiments. Dans l'aile gauche, un boudoir aux boiseries blanche à rechampis de trois tons d'or provenant d'un cabinet du Palais Paar de Vienne dans lequel Marie-Antoinette se maria par procuration à Vienne. Puis le grand salon dit des laques, dans lequel fut placée la grande boiserie Régence en laque de Chine de 4,85 m de haut. À l'étage, les chambres pour les enfants.
- La Cour d'entrée et le jardin à la française, recreusé il retrouve son niveau d'origine, il est en contrebas de la rue d'un mètre quatre-vingt. Tous les murs qui entourent le jardin sont treillagés de couleur verte.
- sous-sol :

Il a retrouvé le jour par la suppression de la cour anglaise, on y trouve les services
La salle de bains circulaire en sous-sol aménagée (après 1799) pour Mme Tallien est l'une des plus anciennes de Paris. C'est une pièce circulaire, de petite taille. La baignoire-piscine est en marbre noir, placée dans une alcôve à fond de miroir. La plinthe en stuc est décorée de carpes dorées nageant, le plafond est peint en écailles de poissons, avec au sol une grande rosace de marbre clair, bordée d'une frise. Sur les portes motifs en losange, celle de gauche étant à claire-voie pour permettre le chauffage de la pièce.
Les façades et toitures, sauf l'aile moderne sur les jardins, les boiseries anciennes et les stucs de la galerie, les parquets en bois des îles et le jardin ont été inscrits sur l'inventaire supplémentaire des monuments historiques par arrêté du 17 août 1945.

### Sources bibliographiques
- « L'hôtel de Chanaleilles devient la plus somptueuse demeure de Paris », Connaissance des arts, no 105, novembre 1960, pp. 74–85.